# 梵蒂冈法律
梵蒂岡城國法律，是梵蒂岡城國自有的一套法律体系，目的在於行使梵蒂岡城國基本法規（原則上就是梵蒂岡城國憲法的性質）及維護拉特蘭條約中與義大利共和國之間關係的內容。

## 司法系統
梵蒂岡城國的司法系統包括：
- 法官：是梵蒂岡司法系統中唯一一位的法官，法官須為樞機，得兼任審裁處、上訴法庭及最高法院審判員。是司法系統中的領導。
- 4名審裁處（Tribunale）審判員：審裁處法庭是由四名審判員（含法官）審判，也有一說是由三名審判員（不含法官）審判。
- 4名上訴法庭（Corte d'Appello）審判員：上訴法庭是由四名審判員（含法官）審判，也有一說是由三名審判員（不含法官）審判。而法官除外的三名審判員，須為神職人員且為法律專業人士，由教宗任命，任期為五年。
- 4名最高法院（Corte di Cassazione）審判員：最高法院是由四名審判員（含法官）審判，而其餘三名審判員皆為樞機，由教宗指派，任期為一年。